# Pierre Gassendi
Pierre Gassendi, född 22 januari 1592 i Champtercier nära Digne, död 24 oktober 1655 i Paris, var en fransk präst, naturforskare och filosof.

## Fysik och matematik

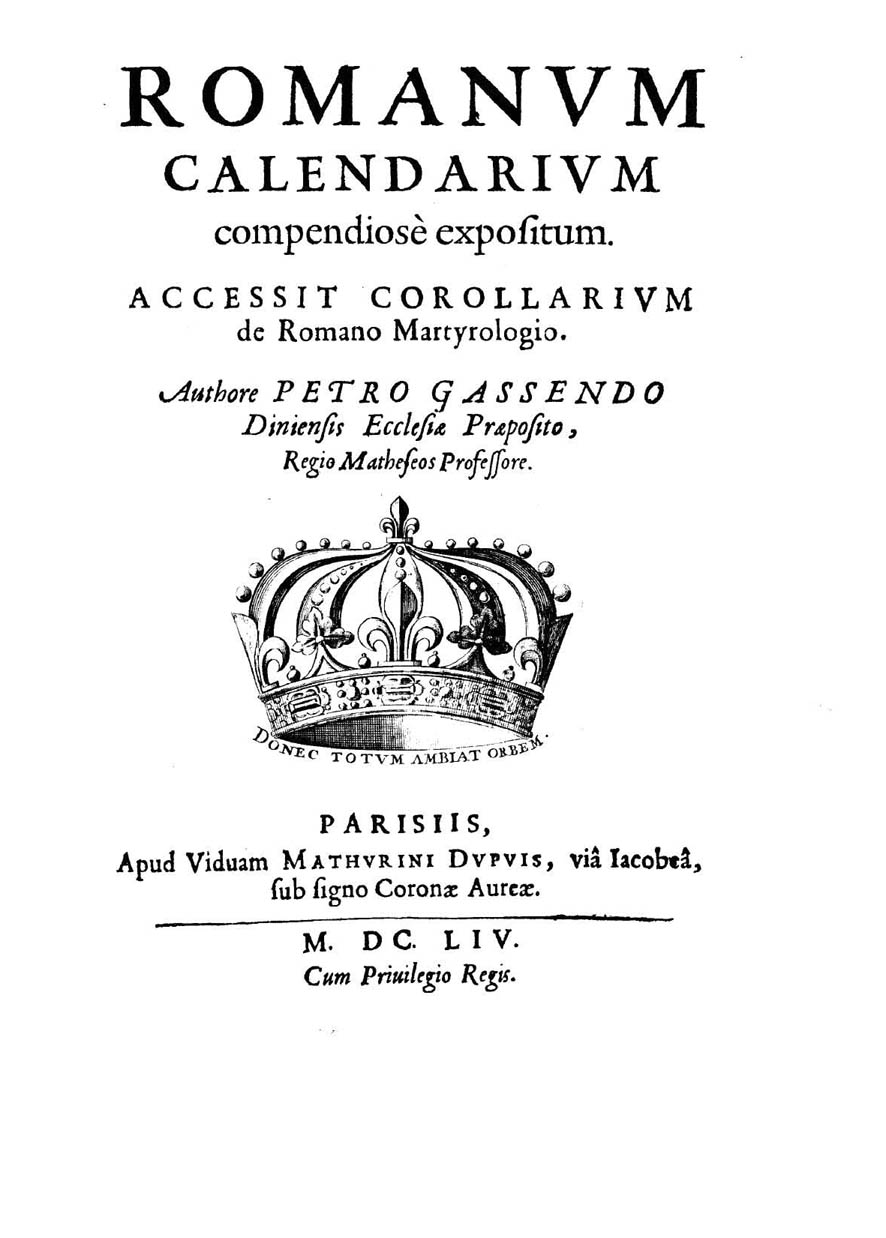
Romanum calendarium

Gassendi blev, sedan han ägnat större delen av sitt liv åt det andliga kallet, 1645 utnämnd till professor i matematik vid Collège royal i Paris. Gassendi var en av de få personer, som observerade Merkuriuspassagen 7 november 1631. Inom astronomi var han en anhängare av Nicolaus Copernicus och bidrog mycket till att föra ut dennes åsikter.
Även i fysikens historia intar Gassendi ett framstående rum, i synnerhet genom att verka för att sprida Galileis läror. Han gjorde också självständiga experiment över kroppars fall och förklarade alldeles riktigt att kroppar, som faller fritt ned utefter masten på ett fartyg i rörelse, bibehåller parallellismen med masten. Han bevisade även experimentellt, att höga och låga toner fortplantas med samma hastighet.

## Filosofi
Gassendi tog delar av Epikuros lära och personlighet i försvar i sitt huvudarbete, De vita, moribus et doctrina Epicuri (1647), och utgav ett Syntagma philosophiæ Epicuri (1649). Hans eget Syntagma philosophicum utkom först efter hans död (1658). René Descartes filosofi kritiserade han i stridsskriften Disquisitiones anti-cartesianæ (1644). Gassendi försökte vara erfarenhetsfilosof och hävdade gentemot den cartesianska rationalismen våra begrepps empiriska uppkomst. Hans ställning som katolsk präst nödgade honom dock till kompromisser med kyrkans lära, varigenom han avhölls från att konsekvent genomföra sina principer. 

### Atomläran
Sin största historiska betydelse fick han genom att återuppta och utveckla den antika atomteorin, som sedan blev en så fruktbar arbetshypotes för den moderna naturvetenskapen. Gassendi var en beundrare av Galilei och de grundsatser, på vilka han byggde sin filosofi, röjer inflytande av denne. Han utgår från att inget kan uppstå ur eller bli till intet; därför måste det finnas något, som består under alla förändringar. Skulle dessa sistnämnda inte bli oförklarliga, måste det oföränderliga, materien, vara en mångfald av odelbara element, atomerna. Matematiskt kan delningen fortsättas i det oändliga, men fysiskt har delningen bestämda gränser. Alla förändringar förklaras genom atomernas rörelser, alla orsaker är därför rörelseorsaker och måste därför vara materiella. Även själen måste därför, för så vitt den kan inverka på kroppen, vara av materiell natur (den vegetativa och senterande själen). 
Under det att Cartesius lärt att rörelsens kvantum är oföränderligt, korrigerade Gassendi denna teori under inflytande av Galilei. Han fick närmare överensstämmelse med teorin om kraftens bestånd genom att göra gällande att det är rörelsetendensen (impetus), inte rörelsen, som är konstant. Likaså gjorde han ett framsteg utöver Cartesius lära genom att införa begreppet molekyl såsom en förbindelse av atomer. Med den strängt mekaniska uppfattning, som denna atomlära innebär, bröt han dock genom att antaga, att atomerna är skapade av Gud, vilken också hos människan på övernaturligt sätt inplanterat en rent andlig själ (anima rationalis eller intellectus). Den cartesianska dualismen mellan andlig och kroppslig verklighet infördes sålunda av Gassendi inom själen själv, som sålunda söndras i en materiell och en immateriell del. Dessa kompromisser medförde emellertid den fördelen, att kyrkan försonades med atomläran, så att naturvetenskapen blev oförhindrad att på sitt område använda dess hypoteser.

## Utmärkelser
Asteroiden 7179 Gassendi är uppkallad efter honom.